# Belovo, tỉnh Kemerovo
Huyện Belovo (tiếng Nga: ? райо́н) là một huyện hành chính tự quản (raion), của Tỉnh Kemerovo, Nga. Huyện có diện tích 105 km². Trung tâm của huyện đóng ở Belovo.